# Baan
El baan és una llengua que es parla al sud de Nigèria, a les LGAs de Gokana, Tai i Eleme, a l'estat de Rivers.
El baan és una llengua ogoni del grup lingüístic de les llengües ogoni occidentals. Aquestes formen part de la família lingüística de les llengües del riu Cross. L'altra llengua del mateix grup lingüístic és l'eleme.

## Ús
El baan és una llengua que gaudeix d'un ús vigorós (6a); tot i que no està estandarditzada, és utilitzada per persones de totes les edats i generacions. Té un diccionari.

## Població i religió
El 65% dels 8400 baans són cristians; d'aquests, el 40% pertanyen a esglésies cristianes independents, el 25% són anglicans, el 20% són catòlics i el 15% són protestants. El 35% dels baans restants creuen en religions tradicionals africanes.